# Autainville
Autainville település Franciaországban, Loir-et-Cher megyében. Lakosainak száma 429 fő (2022. január 1.). Autainville Binas, Marchenoir, Saint-Laurent-des-Bois, Saint-Léonard-en-Beauce és Beauce-la-Romaine községekkel határos.

## Népesség
A település népességének változása:
| Lakosok száma | 416  | 317  | 290  | 352  | 428  | 436  | 444  | 446  | 444  | 429  |
|               | 1968 | 1982 | 1990 | 2006 | 2013 | 2015 | 2017 | 2019 | 2020 | 2022 |